# Run (película de 2020)
Run (titulada: Corre en Hispanoamérica y Mamá te quiere en España) es una película de suspenso y misterio estadounidense de 2020. Dirigida por Aneesh Chaganty y escrita por él mismo y Sev Ohanian, la película está protagonizada por Sarah Paulson y Kiera Allen y fue lanzada digitalmente el 20 de noviembre de 2020 por el servicio de streaming Hulu. En abril de 2021 fue añadida al catálogo de Netflix.

## Argumento
Diane (Sarah Paulson) da a luz prematuramente a su hija, Chloe, que es trasladada de inmediato para recibir tratamiento de emergencia. Luego, la pantalla muestra definiciones de enfermedades y afecciones con las que vive Chloe, como asma, arritmia cardíaca, hemocromatosis, diabetes y parálisis.
Diecisiete años después, Chloe (Kiera Allen) tiene una enfermedad crónica y usa una silla de ruedas. Ella toma muchos medicamentos, es educada en su casa en el campo por Diane y tiene una pasión por la tecnología y la ingeniería. Diane es madre soltera y atiende todas las necesidades de Chloe. En una reunión para padres que educan en casa, Diane confía en la capacidad de Chloe para prosperar cuando quiera ir a la universidad. En casa, Chloe está ansiosa por saber si ha sido aceptada en la Universidad de Washington; Diane, que controla el acceso de Chloe al correo, dice que le diría a Chloe inmediatamente si llega una carta.
Un día, en medio de las compras que Diane acaba de traer a casa, Chloe descubre un frasco de pastillas verdes que le recetaron a Diane. Esa noche, Diane le da a Chloe sus medicamentos nocturnos, con la píldora verde nueva entre ellos. Diane afirma que el nombre de la botella es un recibo. Aún con sospecha, Chloe encuentra las píldoras, ahora en una botella con el nombre de Chloe y etiquetada como "Trigoxina". Chloe quita la etiqueta, revelando que era una pegatina colocada en la parte superior de la etiqueta original que decía "Diane". Intenta buscar el nombre del medicamento en la computadora de su casa, pero descubre que Internet está desconectado.
Temiendo que su actividad sea documentada si habla con el farmacéutico de la familia o usa el 411 para comunicarse con uno diferente, recurre a marcar un número aleatorio y rogarle a un extraño que investigue el medicamento. Un hombre le dice que Trigoxin es un medicamento para el corazón y es una pastilla roja. Chloe convence a Diane para que la lleve a ver una película y se cuela a la farmacia cercana durante un supuesto descanso para ir al baño. Ella convence al farmacéutico de que busque las recetas de Diane y descubre que la píldora verde es un relajante muscular para perros, que podría causar parálisis si la ingiere un humano. Diane la encuentra y le inyecta un sedante fuerte.
Diane la lleva a casa y recorre varios escenarios para tratar de rectificar la situación, como averiguar qué decirle al farmacéutico y enviar un correo electrónico al médico de Chloe quejándose de delirios. Antes de enviar el correo electrónico, busca en línea "neurotoxinas domésticas".
Chloe se despierta y se encuentra encerrada en su dormitorio. Escapándose por la ventana, se arrastra por el techo hasta la habitación de Diane, mientras la cámara muestra que el cable del teléfono de la casa se ha cortado. Experimenta un ataque de asma y se arrastra a su habitación para recuperar su inhalador. Chloe intenta bajar las escaleras usando un salvaescaleras, pero los cables se cortaron. Ella empuja su silla de ruedas por las escaleras y ella misma cae accidentalmente. Ahora, herida, comienza a perder la esperanza hasta que se da cuenta de que puede mover los dedos de los pies, lo que demuestra que después de semanas de negarse a tomar las píldoras recetadas, es posible que nunca haya estado enferma después de todo.
Ella huye de la casa y casi es atropellada por un camión de correo. Ella le explica la situación al cartero, luego ve a su madre conduciendo por la calle. Diane se detiene y le ruega al cartero que la deje llevar a su hija a casa, pero él insiste en llevar a Chloe al hospital. En secreto, se ofrece a llevar a Chloe a la policía. Antes de que pueda irse, Diane le inyecta un sedante por detrás. La siguiente escena ve a Diane arrastrando el cuerpo del cartero a la casa con un rastro de sangre detrás.
Chloe vuelve a despertar encarcelada, ahora encadenada a la pared del sótano en su silla de ruedas. Descubre una carta de aceptación de la Universidad de Washington en la basura que Diane le había ocultado. Luego encuentra una caja de recuerdos con fotos, artículos y documentos que revelan a Chloe cuando era pequeña usando sus piernas, un certificado de defunción de Chloe y un artículo de periódico de una pareja cuyo bebé fue robado del hospital. Un flashback muestra a Diane en el hospital perdiendo a su hija, la Chloe original, después de estar viva durante dos horas después del nacimiento. En su dolor robó un bebé del hospital, la llamó Chloe y la crio como si fuera suya mientras experimentaba el síndrome de Munchausen por poderes, enfermando a Chloe a propósito.
Diane entra al sótano e intenta inyectar a Chloe con disolvente de pintura, pero Chloe se escapa a un armario e ingiere sustancias tóxicas del hogar, alegando que Diane "la necesita".
Más tarde, Chloe se despierta paralizada en una cama de hospital, conectada a máquinas e intubada . Antes de que pueda comunicar un mensaje a la médica, una alarma de código azul llama a la médica. Diane se cuela y secuestra a Chloe. Al regresar, la doctora encuentra una nota que dice "Mamá" y convoca a los guardias de seguridad para que las busquen. Diane se detiene justo antes de la salida, pero en ese momento, Chloe recupera la movilidad de sus piernas y detiene la silla de ruedas, haciendo que Diane sea incapaz de descender el gran tramo de escaleras con Ella. Chloe le dice a Diane que "Ya no la necesita", a lo que Diane le responde, "Lo harás". Los guardias las alcanzan, pero Diane, revelando estar armada, se niega a dejar ir a Chloe y amenaza con disparar, lo que hace que un guardia le dispare en el hombro y ella cae hacia atrás por las escaleras.
Siete años después, Chloe visita a una enferma Diane en prisión. Está mejorando su forma de caminar y se guía a sí misma a través del detector de metales sin la silla de ruedas. Chloe actualiza a Diane sobre su vida feliz y exitosa, que incluye estar casada, desarrollar prótesis, tener hijos propios y haberse reunido con sus padres biológicos. Antes de irse, Chloe le dice a Diane que la ama, luego escupe un estuche de plástico con tres pastillas verdes y le dice que abra bien la boca.

## Reparto
- Sarah Paulson como Diane Sherman.
- Kiera Allen como Chloe Sherman.
- Onalee Ames como Crying Hands.
- Pat Healy como Ted Sherman.
- Sara Sohn como Kammy.

## Producción
En junio de 2018, se anunció que Lionsgate produciría, distribuiría y financiaría la película, con Aneesh Chaganty dirigiendo un guion que él escribió, junto a Sev Ohanian. Ohanian y Natalie Qasabian produjeron la película. En octubre de 2018, Sarah Paulson se unió al elenco de la película y en diciembre del mismo año, Kiera Allen hizo lo propio.
La fotografía principal en Winnipeg, Canadá, comenzó el 31 de octubre de 2018 y finalizó el 18 de diciembre de 2018.
Torin Borrowdale compuso la banda sonora de la película, ya que previamente colaboró con Chaganty en Searching. Según Borrowdale, el objetivo de la dirección musical de la película era lograr "la esencia de Bernard Herrmann, pero para una experiencia cinematográfica en 2020".

## Estreno
Run estaba programada para ser lanzada el 8 de mayo de 2020, coincidiendo con el fin de semana del Día de la Madre. Sin embargo, debido a la pandemia de COVID-19, fue retirado del programa. Lionsgate tenía la intención de anunciar una nueva fecha de lanzamiento "una vez que haya más claridad sobre cuándo reabrirán las salas de cine". Anteriormente estaba programada para ser lanzada el 24 de enero de 2020. En agosto de 2020, Hulu adquirió los derechos de distribución de la película, y se estrenó en su servicio el 20 de noviembre de 2020.

## Recepción
En el agregador de reseñas Rotten Tomatoes, la película tiene una calificación de aprobación del 93% basada en 80 reseñas, con una calificación promedio de 7.3 / 10. El consenso de los críticos del sitio dice: "La actuación sólida y la tensión acelerada por expertos ayudan a Run a trascender sus atavíos familiares para ofrecer un thriller deliciosamente lleno de suspenso". En Metacritic , tiene un puntaje promedio ponderado de 64 sobre 100, basado en 16 críticos, lo que indica "críticas generalmente favorables".
Jessica Gómez de AllHorror.com escribió: "Si eres como yo y te cautivó la historia de Gypsy Rose y su madre Dee Dee Blanchard, entonces tengo un thriller psicológico con tu nombre".